# Модуль временного управления

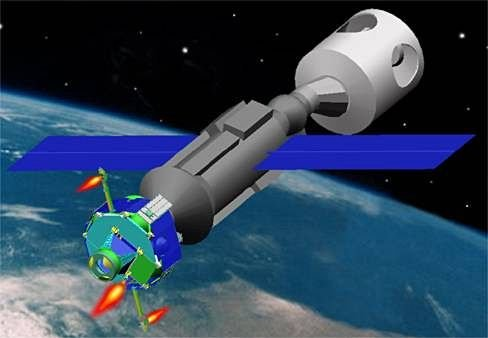
Эскиз Модуля временного управления МКС

Мо́дуль вре́менного управле́ния (МВУ, англ. Interim Control Module, ICM) — незапущенный двигательный модуль (временный модуль управления) для МКС, созданный НАСА в 1997—1999 гг. как временный «буксир» для станции, на случай отказа российского служебного модуля «Звезда».

## История
Проект модуля вырос из так называемого пускового распределителя «Титан» (англ. Titan Launch Dispenser), предназначенного для разведения выводимых спутников-разведчиков NOSS-2 по разным орбитам. Роль 12,5-тонного TLD в создании МВУ подробно описана в статье в журнале Smithsonian Air&Space за январь 1999 года, стр. 54-59.
В случае проблем со «Звездой», МВУ мог бы продлить срок службы российского модуля «Заря», дублируя возможности «Звезды» по поддержанию орбиты и ориентации станции, но не другие её функции по поддержанию систем жизнеобеспечения.
В 1997 году НАСА попросило Военно-морскую исследовательскую лабораторию США изучить возможность адаптации имеющейся системы космических полётов для создания недорогого двигательного блока для МКС.
Определив, что система, удовлетворяющая требованиям НАСА, может быть создана вовремя, NRL получила поручение её создать. Изначально модуль создавался как альтернативная система коррекции орбиты МКС, которая позволила бы НАСА соблюсти график постройки станции на случай задержки запуска «Зари».

После создания МВУ находился в состоянии готовности к запуску в грузовом отсеке Спейс шаттла и был готов к стыковке с «Зарёй». Запущенный, он имел бы запас горючего на 1-3 года работыNRL Spacecraft Engineering Department, 
После успешного запуска «Звезды» в 2000 году, модуль временного управления был помещён на ответственное хранение в специальной зоне NRL в Вашингтоне. Если его понадобится подготовить и запустить, то по оценкам, на это потребуется 2—2,5 года
После консервации МВУ появилось много новых предложений по его применению. Самым серьёзным из них стало предложение сделать его, до утверждения миссии шаттла STS-125, автоматической служебной частью телескопа «Хаббл». Поступило также предложение сделать его частью нового телескопа, на основе неиспользованного оборудования для спутников-шпионов (см. en:2012 National Reconnaissance Office space telescope donation to NASA), или использовать его по прямому назначению — на случай отстыковки от МКС её российского сегмента. В случае выхода России из проекта МКС это последнее предложение может стать актуальным. Рассматривался и вариант сделать МВУ постоянным компонентом МКС.
Поскольку корабль Спейс шаттл, который должен был доставить МВУ на МКС, прекратил полёты в 2011 году, компания SpaceX рассматривала возможность запуска МВУ на ракете Falcon 9 в качестве потенциального решения для обслуживания МКС в случае отстыковки от неё российского сегмента.

## Технические данные
Модуль имеет баки для 5,4 тонн горючего. Оборудован четырьмя солнечными панелями и подсистемами, обеспечивающими следующие возможности:
- Перезарядка двигателя
- Контроль движения, ориентации, гиродин (ISS Control Moment Gyro)
- Производство, распределение и контроль электроэнергии
- Радиочастотные каналы управления, контроля и связи с Землёй
- Поддержка оперативного управления, контроля и мониторинга МКС в режиме реального времени
- Термоконтроль
- Бортовая обработка данных
- Спуск ICM с орбиты.